# Ал-Гузайн (рудник)
Ал-Гузайн (рудник) — гірничодобувне підприємство, яке діє на півночі Оману за шість десятків кілометрів на південь від Сухару.
Родовище Аль-Гузайн розвідала в 2007—2012 роках компанія Mawarid Mining (до 2010-го була відома як National Mining Company) зі складу групи Mohammed Al Barwani LLC. Його ресурси оцінили у 14,8 млн тонн руди (із середнім вмістом міді 1,6 %), втім, при проєктуванні рудника до запасів віднесли 6,4 млн тонн (із вмістом міді 2,04 %). 
Розробка родовища ведеться підземним способом. У 2020-му почали спорудження порталу, а у 2023-му оголосили про початок видобутку. Термін розробки запланований як 6,5 року.
Руда спрямовується на збагачувальну фабрику в Ласайлі.